# Bocchus II.

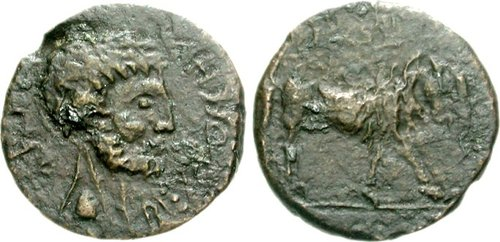
Münze des Bocchus II.

Bocchus II. († 33 v. Chr.) war spätestens ab 49 v. Chr. König von Mauretanien.

## Leben
Gemäß dem Zeugnis aufgefundener Münzen des Bocchus, auf denen eine lateinische Umschrift seine Filiation als Rex Bocchus Sosi f. angibt, war er ein Sohn des mauretanischen Königs Mastanesosus. Über die Lebensverhältnisse von Bocchus’ Vater ist aber fast nichts bekannt. Ebenso liegen keine Angaben vor, wann Bocchus die Herrschaft als König übernahm. Seine erste Erwähnung in den Quellen erfolgt im Jahr 49 v. Chr. anlässlich des Ausbruchs des Bürgerkriegs zwischen den beiden führenden römischen Machthabern Caesar und Pompeius. Zu diesem Zeitpunkt hatte Bocchus bereits die Regierung angetreten und wurde damals als Feind der Senatspartei von Caesar als König Ostmauretaniens anerkannt. Gleichzeitig erhielt auch sein Bruder Bogud seine Bestätigung als Herrscher Westmauretaniens. Demzufolge war das Königreich des Mastane Sosus unter seinen Söhnen Bocchus und Bogud aufgeteilt worden. In der Phase des Bürgerkriegs, den Caesar 46 v. Chr. in Nordafrika ausfocht, unterstützten Bocchus und Publius Sittius den römischen Feldherrn gegen die Pompeianer und Juba. Sie fielen in Jubas Reich in Numidien ein, eroberten dessen Hauptstadt Cirta und veranlassten dadurch Juba, der eben im Begriff stand sich mit Metellus Scipio zu vereinigen, seine Truppen nach Numidien zurückzuführen.
Nach der Beendigung des Krieges erhielten Bocchus und Sittius von Caesar zur Belohnung ein Stück des westlichen Numidiens, das unter Jubas Oberherrschaft Massinissa besessen hatte. Der Landstrich, der Bocchus geschenkt worden war, entspricht etwa der Region um die heutige algerische Stadt Sétif und dem Gebiet der Kleinen Kabylei. Nachdem Caesar im März 44 v. Chr. ermordet worden war, kehrte Massinissas Sohn Arabion, der sich nach Spanien geflüchtet hatte, nach Afrika zurück, tötete Sittius durch Meuchelmord und nahm Bocchus sein väterliches Gebiet wieder ab. Wenig glaubhaft ist daher die Nachricht des römischen Historikers Cassius Dio, Bocchus habe seine Söhne 45 v. Chr. dem Sextus Pompeius zur Unterstützung gegen Caesar im spanischen Krieg gesandt, während Bogud auf Seiten Caesars gekämpft habe. Tatsächlich aber fochten beide in den römischen Parteikämpfen nach Caesars Tod in verschiedenen Lagern. Bogud war Anhänger des Triumvirn Marcus Antonius und wurde von Bocchus vertrieben, den Octavian (der spätere Kaiser Augustus) 38 v. Chr. im Besitz seiner Eroberung bestätigte. Bocchus, der somit König von ganz Mauretanien geworden war, starb 33 v. Chr., und Octavian zog sein Reich als römische Provinz ein. Dabei bleibt unklar, ob Bocchus sein Reich Octavian durch ein Testament übertrug, ob er keine Erben hatte oder ob der römische Machthaber eventuelle Anwärter auf den mauretanischen Thron nicht anerkannte. 25 v. Chr. gab Kaiser Augustus aber die Gebiete des Bocchus und Bogud dem jüngeren Iuba.